# 索基爾尼基 (北頓涅茨克區)
48°44′46″N 38°52′7″E / 48.74611°N 38.86861°E
索基爾尼基（烏克蘭語：Сокільники）是位於烏克蘭東部的村莊，由盧甘斯克州北顿涅茨克区的希爾斯凱市鎮負責管轄。該村始建於1754年，面積2.76平方公里，海拔高度73米，2001年人口377，人口密度每平方公里136.6人。